# Laudo Natel
Laudo Natel (São Manuel, 14 de septiembre de 1920 - São Paulo, 18 de mayo de 2020) fue un político, empresario y dirigente deportivo brasileño.

## Biografía
Hijo de Bento Alves Natel y Albertina Barone, Laudo estudió en las ciudades de Mirassol y Araraquara. Tras graduarse, comenzó una carrera en el sector bancario, ocupando una amplia gama de puestos. Fue empleado del Banco Noroeste, donde fue colega de Amador Aguiar, quien luego lo llevaría al Banco Brasileiro de Descuentos, hoy Bradesco. Natel siguió a Aguiar, su amigo, fue su mano derecha durante mucho tiempo y llegó a ser director del banco. También fue director de la Asociación Comercial de São Paulo, director de la Unión de Bancos de São Paulo y presidente del comité bancario del Consejo Monetario Nacional .
Elegido tesorero del São Paulo Futebol Clube en 1952, creció políticamente dentro del club, alcanzando los cargos de director financiero y, posteriormente, presidente. Fue mecenas del club, gracias a su labor en la prospección de recursos para facilitar la construcción del Estadio Morumbi.

### Carrera política
En 1962, con la campaña electoral organizada por Osvaldo Moles, fue elegido vicegobernador, postulándose por cuenta propia—en el sistema electoral de la época, el voto para el cargo de vicegobernador era hecho por separado—. Por tanto, fue elegido con una fórmula distinta a la compuesta por el gobernador electo, Adhemar de Barros. En 1965, Laudo se postuló para alcalde del municipio de São Paulo, pero perdió las elecciones ante Brigadeiro Faria Lima.

Laudo Natel asumiendo como gobernador de São Paulo en 1971.

Laudo Natel fue gobernador de São Paulo dos veces. La primera, entre el 6 de junio de 1966 y el 31 de enero de 1967, ocurrió cuando, como vicegobernador, reemplazó al entonces gobernador Adhemar de Barros, quien fue apartado del cargo por el gobierno militar brasileño. Para asumir el cargo, pidió una licencia del cargo de presidente del São Paulo Futebol Clube, para el que había sido elegido dos meses antes. En este primer mandato de gobierno, continuando un proyecto de Adhemar, Natel unificó las once centrales hidroeléctricas de São Paulo, lo que dio origen a la Compañía Energética de São Paulo (CESP) y modernizó el sistema financiero estatal, a través de su secretario Antônio Delfim Netto.
La segunda, entre el 15 de marzo de 1971 y el 15 de marzo de 1975, se produjo cuando fue elegido, indirectamente, por el colegio electoral. Durante este período de gobierno, puso énfasis en el desarrollo del interior, con el Plan de Desarrollo Vial de Interiorización (PROINDE), unificó toda la red ferroviaria de São Paulo en torno a FEPASA (Ferrovia Paulista SA), continuó la construcción del carril ascendente de la Rodovia dos Imigrantes, creó Sabesp y Cetesb, abrió las primeras estaciones de Metro y creó un plan para el desarrollo del Vale do Ribeira.
Durante su mandato despidió, por carta, al alcalde de São Paulo, José Carlos de Figueiredo Ferraz, debido a numerosas desavenencias administrativas. Para justificar tal acto alegó la «falta de sintonía» de Figueiredo Ferraz con el Estado y la Unión. La versión más aceptada es que Figueiredo Ferraz fue despedido por decir que São Paulo tenía que «dejar de crecer».
Elegido por el Palacio de Planalto, se postuló para un tercer mandato en 1978, pero fue derrotado en la convención de su partido (ARENA) por Paulo Maluf, que había sido secretario de Transportes durante su segundo mandato. Aspiró nuevamente al gobierno del estado en 1982, pero también perdió en la elección interna del partido (esta vez el PDS, sucesor de ARENA), ahora frente a Reinaldo de Barros, entonces alcalde de São Paulo y vinculado a Maluf.

## Homenajes
En 2005, recibió un homenaje del São Paulo Futebol Clube, y el nuevo centro de entrenamiento del club lleva su nombre. Por ser del interior del país, Natel se definía como un «gobernador caipira».
El Hospital Veterinario, Unidad Auxiliar de la Facultad de Ciencias Agrícolas y Veterinarias (FCAV) - UNESP - Campus Jaboticabal, inaugurado en 1974, también lleva su nombre.

## Muerte
Laudo Natel murió el 18 de mayo de 2020, en São Paulo, cuatro meses antes de cumplir cien años.